# Energia nucleare in Lituania
Nel 2009 l'energia nucleare in Lituania ha generato lo 0% dell'energia elettrica prodotta in totale nel Paese.
A marzo 2009, non è presente in questa nazione alcuna centrale elettronucleare in funzione e non ve ne sono di nuove in edificazione.
Vi è 1 centrale elettronucleare chiusa (Ignalina nell'omonima località) con due reattori (il secondo reattore di tipo RBMK è stato fermato nella notte del 31 dicembre 2009, dopo che nel 2005 ne era stato spento anche il primo, a seguito degli accordi finalizzati all'ingresso della Lituania nell'Unione europea).

## Storia
La Lituania possedeva una centrale nucleare in funzione, nel complesso di Ignalina. L'impianto era composto da due reattori RBMK, originariamente da 1500 MW e poi ridotti a 1300 MW dopo l'incidente di Černobyl'. La costruzione iniziò nel 1978 e le unità entrarono in produzione commerciale nel 1983 e nel 1987 con una vita operativa prevista di 30 anni. La Lituania acquisì la proprietà dell'impianto nel 1991 dopo il crollo dell'Unione Sovietica; la costruzione della terza unità fu abbandonata nel 1986 e successivamente demolito. In origine l'impianto era stato designato per produrre energia anche per le nazioni vicine, ma questo contributo diminuì durante gli anni '90.
Nel 1994 la Lituania ha accettato 36.8 milioni$ dal Nuclear Safety Account, amministrato dalla Banca Europea per la Ricostruzione e lo Sviluppo, per supportare un programma di investimenti nella sicurezza nucleare lituana. Le condizioni per il prestito includevano la chiusura di tutte e due le unità ed il rimpiazzamento dei tubi in pressione dopo circa 14-20 anni.  Furono fatti anche molti miglioramenti in sicurezza con l'aiuto di molti stati, in particolare la Svezia.
A causa della chiusura dell'ultimo reattore funzionante di Ignalina nel dicembre 2009, che ha seguito il reattore 1 chiuso nel dicembre 2004, in un "sistema energetico impreparato a funzionare senza nucleare" ci sono state pesanti conseguenze sull'economia nazionale: il 30% circa di aumento delle bollette elettriche, una caduta del PIL dell'1%, l'aumento dell'1% dell'inflazione e un sensibile contraccolpo occupazionale. A seguito della chiusura inizieranno fra qualche anno le operazioni di decommissioning dell'impianto (che comprende due reattori da smantellare), come prima fase si sta individuando il sito di stoccaggio per i rifiuti di basso livello, che dovrebbe iniziare ad accogliere i rifiuti fra il 2011 ed il 2012. Sarà anche costruito un sito di stoccaggio temporaneo degli elementi di combustibile dei due reattori. La Unione europea pagherà i costi di decommissioning e le compensazioni per la chiusura della centrale (queste fino al 2013).
Il costo totale stimato del progetto di smantellamento per i due reattori di Ignalina è di oltre 2,5 miliardi€, con l'Unione europea che ha impegnato 1,4miliardi€, di cui 875 milioni ricevuti a fine 2009. I fondi UE vengono gestiti da un ente apposito, la IIDSF, che è gestito dalla BERS. Circa il 95% dei fondi richiesti per la disattivazione sono stati forniti dalla comunità internazionale, la spesa è gestito da un Central Project Management Agency e BERS, l'altro 5% viene finanziato con fondi dello stato lituano.

## Programma nucleare futuro
Nel febbraio 2007 assieme alla Polonia e agli altri Paesi Baltici, sono attualmente al vaglio delle ipotesi per la costruzione di una nuova centrale (vicino al sito di Ignalina) per una potenza di circa 3000 MW a seconda del modello che verrà scelto, presso un sito vicino a quello di Ignalina. La nuova centrale sarà quella di Visaginas che dipenderà dalla società Visaginas Nuclear Energy (Visagino Atominė Elektrinė, VAE), creata nell'agosto 2008. Nell'aprile 2009 il Ministero dell'Ambiente ha approvato la Valutazione di Impatto Ambientale, imponendo però un limite di 3200 MW termici da essere scaricati nel lago Drukshyai, oltre questo limite saranno quindi necessarie torri di refrigerazione.
Nel 2009, il governo ha incaricato un consorzio internazionale di consulenza, guidato dalla banca d'investimento Rothschild, per preparare un modello di finanziamento per Visaginas, è stato poi presentato nel settembre 2009 e successivamente adottato dal governo; all'inizio del dicembre 2009, la Lituania ha annunciato una richiesta di investimento per il progetto. L'investitore potrebbe ottenere una quota di maggioranza, affiancati dalla lituana Lietuvos Energija, dalla lettone Latvenergo, dalla estone Eesti Energia e dalla polacca PGE. Cinque potenziali partner sono stati scelti nel mese di aprile 2010 ed una rosa di due dovrebbe essere scelta entro la metà del 2010, mentre l'investitore strategico come la scelta della tecnologia ed il numero delle unità dovrebbe essere scelto entro la fine dell'anno. A metà luglio 2011 il consorzio GE-Hitachi è stata selezionata, battendo la Westinghouse come ultimo rivale rimasto, per la costruzione del nuovo impianto di Visaginas, che avrà quindi un reattore ABWR, che dovrebbe entrare in funzione entro il 2020; la scelta, in cui sono intervenute anche l'Estonia, la Lettonia e la Polonia per la loro partecipazione alla nuova centrale, è stata dettata da motivi economici: «La commissione ha concluso che la Hitachi ha presentato l'offerta più vantaggiosa da un punto di vista finanziario», i lavori preparatori sono già iniziati e le autorità lituane sperano di firmare il contratto definitivo entro il 2011.

### Ampliamento delle connessioni internazionali
Contemporaneo al programma nucleare, sono al vaglio progetti per alcune linee ad alta tensione fra i paesi limitrofi per aumentare la sicurezza di approvvigionamento elettrico. Una linea da 1000 MW fra Lituania e Polonia è al vaglio, questa ha un costo di 250-300 milioni€ e programmato per essere costruito entro il 2015, gran parte dei finanziamenti provengono dall'unione europea. Questo segue l'inaugurazione di una interconnessione fra Estonia e Finlandia tramite un cavo in CC da 350 MW dal costo di 110 milioni€. È in fase di proposta una linea sottomarina da 700-1000 MW fra Scandinavia e Lituania per l'interscambio di elettricità.

## Gestione dei rifiuti e depositi geologici
L'agenzia per il controllo dei rifiuti radiologici (RATA) è stata creata nel 2001 dal Ministero dell'Economia per il trattamento e lo stoccaggio definitivo di tutti i rifiuti radioattivi prodotti dall'impianto di Ignalina. Nel 2007 è stato identificato ed approvato dal governo un sito vicino all'impianto per un sito superficiale per i rifiuti a basso e medio livello. Un gruppo di compagnie capitanato dalla francese AREVA sta sviluppando il progetto per il deposito, del costo di 10milioni$, che si prevede sarà completato per il 2017. Il deposito rimarrà in funzione fino a circa il 2030, quando si prevede che l'impianto sarà totalmente smantellato ed i rifiuti messi in sicurezza. Visto che le piscine dell'impianto hanno tutte le rastrelliere per gli elementi di combustibile piene, il combustibile esausto è stoccato anche in cask asciutti, situati nel sito. Una nuova locazione per il combustibile esausto è in costruzione a circa 1 km dall'impianto, e si prevede la sua entrata in funzione nel 2011, lo scarico del combustibile nucleare utilizzato da unità 2 è previsto completarsi nell'aprile 2012 mentre questo deposito è previsto rimanere in funzione per 50 anni.

## Produzione di uranio
La Lituania non è un produttore di uranio. Secondo il "Red Book" del 2007 il paese non ha riserve note di uranio

## Centrali elettronucleari
Tutti i dati della tabella sono aggiornati a maggio 2010
| Reattori operativi |                    |           |                    |                                    |                                   |                        |
| Centrale | Potenza netta (MW) | Tipologia | Inizio costruzione | Allacciamento alla rete            | Produzione commerciale            | Dismissione (prevista) |
| Totale: 0 reattori per complessivi 0 MW |                    |           |                    |                                    |                                   |                        |
| Reattori in costruzione |                    |           |                    |                                    |                                   |                        |
| Centrale | Potenza netta (MW) | Tipologia | Inizio costruzione | Allacciamento alla rete (previsto) | Produzione commerciale (prevista) | Costo (stimato)        |
| Totale: 0 reattori per complessivi 0 MW |                    |           |                    |                                    |                                   |                        |
| Reattori pianificati ed in fase di proposta |                    |           |                    |                                    |                                   |                        |
| Totale programmati: 0 reattori per complessivi 0 MW Totale proposti: 2 reattori per oltre 3.400 MW complessivi                                                      |                    |           |                    |                                    |                                   |                        |
| Reattori dismessi |                    |           |                    |                                    |                                   |                        |
| Centrale | Potenza netta (MW) | Tipologia | Inizio costruzione | Allacciamento alla rete            | Produzione commerciale            | Dismissione            |
| Ignalina (Reattore 1) | 1185               | RBMK1500  | 1º maggio 1977     | 31 dicembre 1983                   | 1º maggio 1984                    | 31 dicembre 2004       |
| Ignalina (Reattore 2) | 1185               | RBMK1500  | 1º gennaio 1978    | 20 agosto 1987                     | 20 agosto 1987                    | 31 dicembre 2009       |
| Totale dismessi: 2 reattori per complessivi 2.370 MW |                    |           |                    |                                    |                                   |                        |
| NOTE: - La normativa in vigore prevede la possibilità di sostituzione e/o aumento del parco reattori al termine del ciclo vitale degli impianti ancora in funzione. |                    |           |                    |                                    |                                   |                        |